# Nojemberian
Nojemberian – miasto w Armenii, w prowincji Tawusz. W 2022 roku liczyło ok. 4400 mieszkańców. Siedziba dystryktu.